# US Open 2025 (tennis)
De 145e editie van het US Open tennistoernooi wordt gespeeld van zondag 24 augustus tot en met zondag 7 september 2025. Voor de vrouwen is dit de 139e editie van het Amerikaanse hardcourttoernooi. Het toernooi vindt plaats in het USTA Billie Jean King National Tennis Center in de Amerikaanse stad New York. 
Op grond van een beslissing van de gezamenlijke internationale tennisbonden spelen deelnemers uit Rusland en Wit-Rusland zonder hun nationale kenmerken.

## Toernooisamenvatting
Voor het eerst begint het toernooi al op zondag, waardoor het 15 dagen duurt in plaats van 14.
Het mannenenkelspeltoernooi werd in 2024 gewonnen door de Italiaan Jannik Sinner.
Aryna Sabalenka probeert haar titel bij de vrouwen te verdedigen.
De titelhouders in het mannendubbelspel zijn Max Purcell en Jordan Thompson.
Titelverdedigsters bij de vrouwen zijn Gabriela Dabrowski en Erin Routliffe.
In het gemengd dubbelspel zijn de Italianen Sara Errani en Andrea Vavassori de titelverdedigers. Het gemengd dubbelspel wordt voorafgaand aan het toernooi gespeeld op dinsdag 19 en woensdag 20 augustus. Het winnende koppel ontvangt samen $ 1.000.000. De koppels bestaan voornamelijk uit enkelspelspecialisten.

## Toernooikalender
Bron:
| US Open            | augustus 2025                                                               | augustus 2025                                                               | augustus 2025                                                               | augustus 2025                                                               | augustus 2025                                                               | augustus 2025                                                               | augustus 2025                                                               | augustus 2025                                                               | september 2025                                                              | september 2025                                                              | september 2025                                                              | september 2025                                                              | september 2025                                                              | september 2025                                                              | september 2025                                                              |
| US Open            | zon 24                                                                      | maa 25                                                                      | din 26                                                                      | woe 27                                                                      | don 28                                                                      | vrĳ 29                                                                      | zat 30                                                                      | zon 31                                                                      | maa 1                                                                       | din 2                                                                       | woe 3                                                                       | don 4                                                                       | vrĳ 5                                                                       | zat 6                                                                       | zon 7                                                                       |
| ------------------ | --------------------------------------------------------------------------- | --------------------------------------------------------------------------- | --------------------------------------------------------------------------- | --------------------------------------------------------------------------- | --------------------------------------------------------------------------- | --------------------------------------------------------------------------- | --------------------------------------------------------------------------- | --------------------------------------------------------------------------- | --------------------------------------------------------------------------- | --------------------------------------------------------------------------- | --------------------------------------------------------------------------- | --------------------------------------------------------------------------- | --------------------------------------------------------------------------- | --------------------------------------------------------------------------- | --------------------------------------------------------------------------- |
| mannenenkelspel    | 1e ronde                                                                    | 1e ronde                                                                    | 1e ronde                                                                    | 2e ronde                                                                    | 2e ronde                                                                    | 3e ronde                                                                    | 3e ronde                                                                    | 4e ronde                                                                    | 4e ronde                                                                    | kwartfinale                                                                 | kwartfinale                                                                 |                                                                             | halve finale                                                                |                                                                             | finale                                                                      |
| vrouwenenkelspel   | 1e ronde                                                                    | 1e ronde                                                                    | 1e ronde                                                                    | 2e ronde                                                                    | 2e ronde                                                                    | 3e ronde                                                                    | 3e ronde                                                                    | 4e ronde                                                                    | 4e ronde                                                                    | kwartfinale                                                                 | kwartfinale                                                                 | halve finale                                                                |                                                                             | finale                                                                      |                                                                             |
| mannendubbelspel   |                                                                             |                                                                             |                                                                             | 1e ronde                                                                    | 1e ronde                                                                    | 2e ronde                                                                    | 2e ronde                                                                    | 3e ronde                                                                    | 3e ronde                                                                    | kwartfinale                                                                 |                                                                             | halve finale                                                                |                                                                             | finale                                                                      |                                                                             |
| vrouwendubbelspel  |                                                                             |                                                                             |                                                                             | 1e ronde                                                                    | 1e ronde                                                                    | 2e ronde                                                                    | 2e ronde                                                                    | 3e ronde                                                                    | 3e ronde                                                                    | kwartfinale                                                                 | halve finale                                                                |                                                                             | finale                                                                      |                                                                             |                                                                             |
| gemengd dubbelspel | dit toernooi-onderdeel wordt gespeeld op dinsdag 19 en woensdag 20 augustus | dit toernooi-onderdeel wordt gespeeld op dinsdag 19 en woensdag 20 augustus | dit toernooi-onderdeel wordt gespeeld op dinsdag 19 en woensdag 20 augustus | dit toernooi-onderdeel wordt gespeeld op dinsdag 19 en woensdag 20 augustus | dit toernooi-onderdeel wordt gespeeld op dinsdag 19 en woensdag 20 augustus | dit toernooi-onderdeel wordt gespeeld op dinsdag 19 en woensdag 20 augustus | dit toernooi-onderdeel wordt gespeeld op dinsdag 19 en woensdag 20 augustus | dit toernooi-onderdeel wordt gespeeld op dinsdag 19 en woensdag 20 augustus | dit toernooi-onderdeel wordt gespeeld op dinsdag 19 en woensdag 20 augustus | dit toernooi-onderdeel wordt gespeeld op dinsdag 19 en woensdag 20 augustus | dit toernooi-onderdeel wordt gespeeld op dinsdag 19 en woensdag 20 augustus | dit toernooi-onderdeel wordt gespeeld op dinsdag 19 en woensdag 20 augustus | dit toernooi-onderdeel wordt gespeeld op dinsdag 19 en woensdag 20 augustus | dit toernooi-onderdeel wordt gespeeld op dinsdag 19 en woensdag 20 augustus | dit toernooi-onderdeel wordt gespeeld op dinsdag 19 en woensdag 20 augustus |

## Kwalificatietoernooi (enkelspel)
Algemene regels – Aan het hoofdtoernooi (enkelspel) doen bij de mannen en vrouwen elk 128 tennissers mee. De 104 beste mannen en 104 beste vrouwen van de wereldranglijst die zich inschrijven, worden rechtstreeks toegelaten. Acht mannen en acht vrouwen krijgen van de organisatie een wildcard. Voor de overige ingeschrevenen resteren dan nog zestien plaatsen bij de mannen en zestien plaatsen bij de vrouwen in het hoofdtoernooi – deze plaatsen worden via het kwalificatietoernooi ingevuld. Aan dit kwalificatietoernooi doen nog eens 128 mannen en 128 vrouwen mee – er worden drie kwalificatieronden gespeeld.
Het kwalificatietoernooi wordt gespeeld van maandag 18 tot en met donderdag 21 augustus 2025.
De volgende deelnemers aan het kwalificatietoernooi wisten zich een plaats te veroveren in de hoofdtabel:

### Mannenenkelspel
Lucky loser

### Vrouwenenkelspel
Lucky loser

## Belangrijkste uitslagen

### Regulier toernooi
Mannenenkelspel

Finale: 
Vrouwenenkelspel

Finale: 
Mannendubbelspel

Finale: 
Vrouwendubbelspel

Finale: 
Gemengd dubbelspel

Finale: 

### Junioren
Jongensenkelspel

Finale: 
Meisjesenkelspel

Finale: 
Jongensdubbelspel

Finale: 
Meisjesdubbelspel

Finale: 

### Rolstoeltennis
Rolstoelmannenenkelspel

Finale: 
Rolstoelvrouwenenkelspel

Finale:
Quad-enkelspel

Finale: 
Rolstoelmannendubbelspel

Finale:  
Rolstoelvrouwendubbelspel

Finale: 
Quad-dubbelspel

Finale: 

#### Junioren
Rolstoeljongensenkelspel

Finale:
Rolstoelmeisjesenkelspel

Finale: 
Rolstoeljongensdubbelspel

Finale: 
Rolstoelmeisjesdubbelspel

Finale: